# Świrscy herbu Szaława
Świrscy – polska szlachecka rodzina, pochodzenia czerwono-ruskiego, pisząca się z Romanowa, pieczętująca się herbem Szaława.
Przyjęła na początku XV w. nazwisko od swej posiadłości Świrz w pow. lwowskim, gdzie erygowali kościół i parafię.

## Przedstawiciele rodu
- Aleksander Świrski  (1690-1740) – podwojewodzi halicki i lwowski
- Andrzej Świrski (1455-1498) – miecznik lwowski
- Andrzej Świrski (1525-1587) – wojski trembowelski
- Andrzej Świrski (1690-1725) – chorąży dobrzyński
- Antoni Świrski (1525-1728) – skarbnik lwowski
- Hieronim Świrski (1630-1665) – miecznik lwowski, stolnik bełski
- Hieronim (Jarosz) Świrski (1640-1673) – miecznik halicki
- Hleb Świrski z Komunowa (1380-1422) – starosta trembowelski
- Ignacy Świrski (1620-1670) – skarbnik lwowski
- Iwo Świrski (1735-1802) – pisarz grodzki żydaczowski, członek Stanów Galicyjskich
- Jan Świrski (1690-1748) – podstoli kamieniecki, sędzia pograniczny podolski, sędzia graniczny latyczowski, podstarości latyczowski
- Jan Antoni Świrski (1680-1715) – komornik ziemski lubelski, wojski lwowski
- Józef Świrski (1625-1672) – miecznik halicki, podczaszy czernihowski i kamieniecki
- Józef Świrski (1784-1854) – minister spraw wewnętrznych Rządu Narodowego w powstaniu listopadowym, poseł na sejm 1830-1831
- Mateusz Świrski (1725-1785) – chorąży krasnostawski, stolnik chełmski, podczaszy chełmski, podstoli chełmski, pisarz grodzki chełmski, cześnik krasnostawski, podstarosta krasnostawski
- Michał Świrski (1625-1667) – miecznik trembowelski
- Michał Świrski (1690-1738) – wojski większy lwowski
- Mikołaj Świrski (1600-1676) – biskup sufragan chełmski
- Paweł Świrski (1605-1649) – miecznik podolski, poległ pod Zborowem
- Piotr Świrski (1705-1735) – miecznik i pisarz grodzki latyczowski, regent kamieniecki
- Rafał Świrski (1660-1697) – łowczy żydaczowski
- Stanisław Świrski (1670-1714) – wojski lwowski, skarbnik lwowski
- Zygmunt Świrski (1590-1639) – podsędek halicki
- Zygmunt Świrski (1665-1707) – podczaszy latyczowski